# Susi Witt
Susi Witt (* 9. Dezember 1910 in Wien; † 9. September 1989 ebenda) war eine österreichische Schauspielerin.

## Leben
Witt wurde unter dem bürgerlichen Namen Susanna Katharina Milica Mathilde Karolina Borotha von Trstenica als Tochter des Generalmajors Livius von Borotha und der Schauspielerin Lotte Witt geboren. Sie war deutsch-kroatischer Abstammung. Witt war hauptsächlich als Theaterschauspielerin tätig. Sie war seit 1929 an verschiedenen Wiener Theatern engagiert, u. a. 1931–1933 und in der Spielzeit 1936/37 am Wiener Raimundtheater. Außerdem spielte sie 1932 als Gast am Wiener Volkstheater. Sie trat in den frühen 1930er Jahren auch am Wiener Kabarett Die Stachelbeere/Literatur am Naschmarkt auf. Nach ihrem Engagement am Raimundtheater war Witt seit Ende der 1930er Jahre, wohl ab der Spielzeit 1937/38, festes Ensemblemitglied am Theater in der Josefstadt in Wien; mit dem Josefstadt-Ensemble gastierte sie in der Spielzeit 1938/39 als Frau von Reimann in dem Schauspiel Wienerinnen von Hermann Bahr am Deutschen Theater Berlin.
Während des Zweiten Weltkriegs übernahm sie kleine Filmrollen in Produktionen der Wien-Film, die auf österreichischem („ostmärkischem“) Gebiet (Salzburg, Wien) gedreht wurden. In der Musiker-Biografie Wen die Götter lieben (1942) spielte sie, unter der Regie von Karl Hartl, Mozarts Schwägerin Josepha Weber.
Nach dem Zweiten Weltkrieg war sie weiterhin festes Ensemblemitglied am Theater in der Josefstadt in Wien, wo sie nun hauptsächlich im Rollenfach der „Salondame“ eingesetzt wurde. 1946 spielte sie die Sekretärin Frl. Wehner in dem Schauspiel Das Konzert von Hermann Bahr im Ausweichquartier des Theaters in der Josefstadt in der Wiener Volksoper. Sie spielte am Theater in der Josefstadt außerdem die Babette in der Musikalischen Komödie Eine Frau, die weiß, was sie will (Musik: Oscar Straus; Text: Grünwald/Steckel), Mme Frappot in Die Liebe der 4 Obersten von Peter Ustinov (beide in der Spielzeit 1953/54), Antonia in Anastasia von Guy Bolton/Marcelle Maurette mit Walther Reyer, Helene Thimig und Hilde Krahl als Partnern, Irma Konkrite in Picnic von William Inge mit Reyer/Adrienne Gessner/Nicole Heesters/Vilma Degischer/Peter Weck/Guido Wieland als Partnern und die Kammerfrau in Der Schwan von Ferenc Molnár (jeweils in der Spielzeit 1954/55). In der Spielzeit 1956/57 trat sie am Theater in der Josefstadt als Baronin Pitart-Vignolles in dem Stück Das große ABC (Monsieur Topaze) von Marcel Pagnol auf.

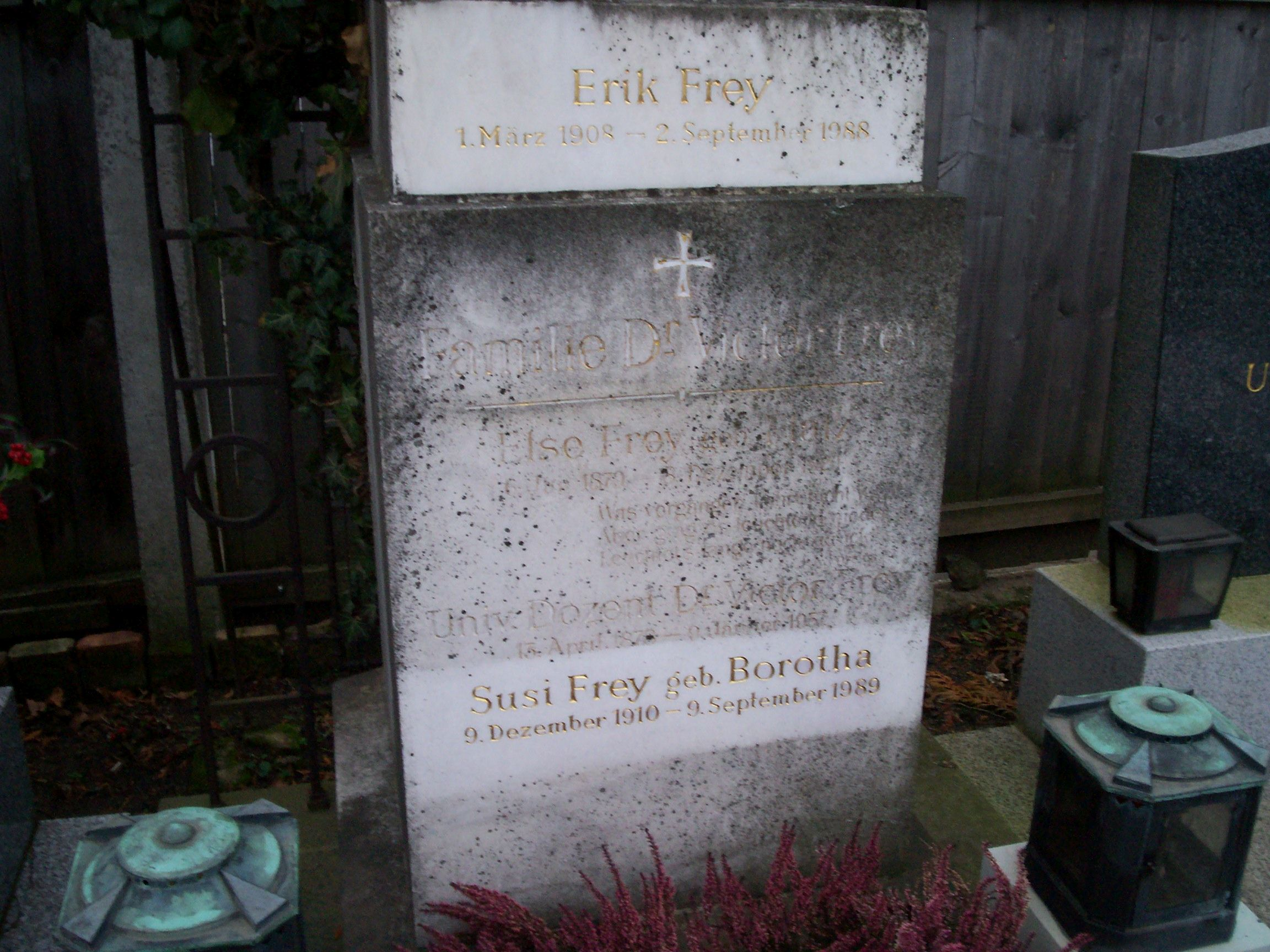
Grabstätte Susi Witt auf dem Döblinger Friedhof

In der 1942 unter der musikalischen Leitung von Franz Lehár in Wien entstandenen Rundfunkaufnahme der Operette Giuditta sprach Witt für die Sopranistin Jarmila Ksirova die deutschen Dialogszenen. 1951 wirkte sie beim Österreichischen Rundfunk in der Sprechrolle der Geschäftsführerin in einer Rundfunk-Gesamtaufnahme der Operette Die stumme Serenade von Erich Wolfgang Korngold mit.
1940 heiratete sie den Schauspieler Erik Frey. Aus der Ehe gingen zwei Kinder hervor, die Tochter Gabriele Frey und der Sohn Thomas Frey, der später ebenfalls wie seine Eltern Schauspieler wurde. Susanne Frey, Künstlername Susi Witt, überlebte ihren Ehemann nur um rund ein Jahr und wurde neben ihm am 6. Oktober 1989 auf dem Döblinger Friedhof (29-104) in Wien begraben.

## Filmografie (Auswahl)
- 1942: Wen die Götter lieben (Kinofilm)
- 1943: Die kluge Marianne (Kinofilm)
- 1944: Die goldene Fessel (Kinofilm)